# Diphyus subfuscus
Diphyus subfuscus är en stekelart som först beskrevs av Cresson 1864.  Diphyus subfuscus ingår i släktet Diphyus och familjen brokparasitsteklar. Inga underarter finns listade i Catalogue of Life.